# Fagerliåsen/Poverudbyen
Fagerliåsen/Poverudbyen is een plaats in de Noorse gemeente Lier, provincie Buskerud. Fagerliåsen/Poverudbyen telt 371 inwoners (2007) en heeft een oppervlakte van 0,32 km².